# Kensington, New Hampshire
Kensington är en kommun (town) i Rockingham County i delstaten New Hampshire, USA och har 2 124 invånare (2010).